# DrinkOrDie
DrinkOrDie (DoD) était un groupe de crackers et warez.
DrinkOrDie a été créé en 1993 à Moscou par un Russe connu sous le pseudonyme « deviator » et un ami « CyberAngel ». Dès 1995, le groupe devient mondial. L'une de ses actions les plus connues est la mise à disposition sur Internet de Windows 95 deux semaines avant la sortie officielle par Microsoft. L'activité du groupe devient quasiment nulle après 1996.
En 2001 le groupe a été démantelé par le FBI dans une opération appelée Opération Buccaneer.